# Rituale Romanum
O Rituale Romanum (Ritual Romano em latim) é um livro litúrgico que contém todos os rituais normalmente administrados por um padre, incluindo o único ritual formal para exorcismo sancionado pela Igreja Católica Romana até finais do século XX, ritual para abençoar água, imagens etc. Além do exorcismo de demônios, esse manual de serviço para padres também contém instruções para o exorcismo de casas e outros lugares que se acredita estarem infestados por entidades malignas. 

## Desenvolvimento
Escrito no ano de 1614 durante o papado do Papa Paulo V, o Rituale Romanum alertava os padres contra realizar os ritos de exorcismo em indivíduos que não estejam realmente possuídos. Mas com o avanço da ciência médica que podia diagnosticar com maior precisão doenças tanto físicas quanto mentais, os casos de possessão real — demoníaca (extremamente "rara" [carece de fontes]; na verdade não comprovada) e espiritual (comum) — tornaram-se muito mais difíceis de determinar. Muito do que se acreditava ser possessão demoníaca agora é diagnosticado como sendo esquizofrenia, paranóia, distúrbio de múltipla personalidade, disfunções sexuais, histeria, e outras neuroses resultantes de obsessões e terrores da infância. Desde sua publicação inicial no século XVII, o manual permaneceu inalterado até 1952, quando duas pequenas alterações no texto do ritual do exorcismo foram feitas. 
Essas revisões mudaram, por exemplo, o texto em uma linha que dizia "sintomas de possessão são sinais da presença do demônio" para "sintomas de possessão podem ser sinal de demônio". Em outra sentença original, referia à pessoas sofrendo de condições além da possessão demoníaca ou espiritual como "aqueles que sofrem de melancolia ou outras enfermidades", e foi modificada para "aqueles que sofrem de enfermidades, particularmente enfermidades mentais". 
Há padres, em número cada vez maior, que acreditam na existência de possessão demoníaca e enumeram sinais que indicam sua presença. De acordo com esses membros do clero, se um indivíduo demonstra habilidades paranormais, manifesta força física sobre-humana e, principalmente, fala em línguas desconhecidas, então ele pode ser um candidato para o ritual de exorcismo. A Igreja pode considerar esse indivíduo possuído quando os sintomas citados anteriormente são acompanhados de repulsa extrema por objetos sagrados. Um padre treinado na expulsão de demônios e espíritos malignos é então convocado e, somente após receber permissão de um bispo, pode realizar o centenário ritual do exorcismo.

## O ritual
Exorcistas raramente ou nunca trabalham sozinhos. Normalmente são auxiliadas por, no mínimo, três outras pessoas. Uma delas é geralmente um padre mais jovem e menos experiente que está ou esteve sob treinamento para realização de exorcismos. Seu papel central é continuar o exorcismo e assumir o ritual, caso o exorcista fique muito fraco para continuar ou se ele morrer. A segunda pessoa que serve de assistente para o exorcista é, na maioria dos casos, um médico cuja responsabilidade é administrar qualquer medicação ou tratamento que a vítima da possessão precise, pois sob nenhuma circunstância o exorcista pode fazer isso. A terceira pessoa é tradicionalmente um homem parente da pessoa possuída — normalmente o pai, irmão ou marido. Em alguns casos pode ser um amigo de confiança da família. Mas, em qualquer caso, é imperativo que esteja em boas condições de saúde e seja forte — tanto física como mentalmente. Se a pessoa possuída é uma mulher, muitos exorcistas providenciam que outra mulher esteja presente durante o ritual para evitar escândalos. 
Antes de realizar o ritual do exorcismo, é costumeiro que o padre faça uma boa confissão e seja absolvido de todos os seus pecados para o caso de o espírito ou demônio que ele enfrentará tente usá-los contra ele durante o ritual. Ele então veste os trajes necessários para os padres exorcistas (um sobrepeliz e uma estola roxa) e inicia o ritual. Durante o exorcismo, certas orações prescritas, tais como o Pater Noster (o Pai-Nosso), as Litanias dos Santos e o Salmo 53, são recitadas sobre o individuo possuído, freqüentemente em latim, uma vez que se acredita que as orações são mais eficientes quando recitadas nessa antiga língua. Ao longo dessas recitações, o exorcista tradicionalmente faz o sinal-da-cruz, lê as escrituras e, às vezes, coloca suas mãos sobre a vítima. Ele também exige que o espírito maligno ou demônio que possuiu a pessoa revele seu nome e natureza, sucumba ao Filho de Deus e deixe sua vítima humana em paz. Quando o espírito maligno ou demônio finalmente parte, o exorcista reza a Jesus Cristo e pede que ele conceda sua divina ajuda e proteção à pessoa, que normalmente não retém memórias claras de sua possessão demoníaca ou do exorcismo. Se, todavia, o ritual de exorcismo não é bem-sucedido em expulsar o espírito maligno ou demônio de sua vítima, ele é então realizado repetidamente até que a entidade deixe o local. Isso pode levar horas, dias ou até mais tempo.